# پردتچنکا (شهرستان موسکوا)
پردتچنکا (به لاتین: Predtechenka) یک منطقهٔ مسکونی در قرقیزستان است که در شهرستان مسکوفسکی، قرقیزستان واقع شده‌است. پردتچنکا ۱٬۴۳۷ نفر جمعیت دارد و ۶۳۴ متر بالاتر از سطح دریا واقع شده‌است.